# Novohradivka, Bobrîneț
Novohradivka (în ucraineană Новоградівка) este localitatea de reședință a comunei Novohradivka din raionul Bobrîneț, regiunea Kirovohrad, Ucraina.

## Demografie
Componența lingvistică a localității Novohradivka
     Ucraineană (96,43%)
     Rusă (1,51%)
     Alte limbi (0,41%)
Conform recensământului din 2001, majoritatea populației localității Novohradivka era vorbitoare de ucraineană (96,43%), existând în minoritate și vorbitori de rusă (1,51%).